# ジョン・キャメロン
ジョン・キャメロン（John Cameron, 1872年4月13日 - 1935年4月20日）は、スコットランド・サウス・エアシャー・エア出身のサッカー選手、サッカー監督。ポジションはFW。

## 経歴
青年期の頃は地元エアのチームでプレーし、1896年にはサッカースコットランド代表にも選ばれた。
1896年にエヴァートンFCでプロデビューし、2シーズンで48試合に出場し、14得点を記録した。当時のエヴァートンで最も給料の高い選手の1人だった。
1898年5月、当時サザンフットボールリーグに所属していたトッテナム・ホットスパーFCと契約を結んだ。1899年2月、前任の監督フランク・ブレッテルが引き抜かれると、監督を引き継ぎ、選手兼任監督に就任した。
1899-1900シーズンにチームをサザンリーグ優勝に導くと、翌1900-01シーズンにはFAカップの決勝に初進出。シェフィールド・ユナイテッドFC相手に2-2と引き分け、再試合にもつれる。再試合では自身のゴールもあり3-1で勝利し、初優勝を果たした。クラブとして初の国内主要タイトル獲得であった。また、プロサッカーリーグであるイングリッシュ・フットボールリーグに所属するチームでは無いチームの優勝は、1888年にフットボールリーグが創設され、開幕してから2020年の現在に至るまで、史上唯一の出来事である。(トッテナムは後に1908-09シーズンからプロ化し、フットボールリーグに参加する。)
1902、1904年にはトッテナムをサザンリーグで準優勝に導いた。1907年に監督を辞任し、現役も引退した。トッテナムでは通算293試合で139ゴールを記録した。
引退後、短期間スポーツジャーナリストに就いたのちドイツのドレスデナーSCを指導することになった。しかし1914年に母国イギリスとドイツの間で第一次世界大戦が勃発するとベルリンにある収容所に収容された。次第に収容所内でサッカーが行われるようになると、収容所内のサッカー協会の一員としてリーグやカップを催した。他にも元サッカーイングランド代表選手など、元プロサッカー選手が複数人居た。

## タイトル
トッテナム
- FAカップ:1900-01
- サザンフットボールリーグ:1899-1900
- ウェスタン・フットボールリーグ:1903-04
- シェリフ・オブ・ロンドン・チャリティ・シールド:1902
- ロンドンリーグ・プレミアディビジョン:1902-03
- サザン・プロフェッショナル・チャリティカップ:1901-02,1904-05,1906-07

スコットランド代表
- ブリティッシュ・ホーム・チャンピオンシップ:1896